# Basketball-Südamerikameisterschaft 2008
Die Basketball-Südamerikameisterschaft 2008, die dreiundvierzigste Basketball-Südamerikameisterschaft, fand zwischen dem 1. und 6. Juli 2008 in Puerto Montt, Chile statt, das zum siebten Mal die Meisterschaft ausrichtete. Gewinner war die Nationalmannschaft Argentiniens, die zum zwölften Mal den Titel erringen konnte. 

## Mannschaften
Argentinien
| Position | #  | Name                       |
| -------- | -- | -------------------------- |
| C        | 4  | Juan Pedro Gutierrez Lanas |
| SG       | 5  | Diego Garcia               |
| C        | 6  | Román González             |
| PG       | 7  | Diego Gerbaudo             |
| PG       | 8  | Luis Eduardo Cequeira      |
| SG       | 9  | Nicolás De Los Santos      |
| PF       | 10 | Andrés Pelussi             |
| PG       | 11 | Maximiliano Ariel Stanic   |
| G        | 12 | Juan Manuel Locatelli      |
| G        | 13 | Paolo Quinteros            |
| F        | 14 | Leonardo Andres Mainoldi   |
| SF       | 15 | Marcos Daniel Mata         |

 Brasilien
| Position | #  | Name                                  |
| -------- | -- | ------------------------------------- |
| SG       | 4  | Arthur Silva                          |
| SF/SG    | 5  | Diego Pinheiro da Silva               |
| PG       | 6  | Helio Vitor Da Costa Lima             |
| PF       | 7  | Luis Felipe Gruber                    |
| PF       | 8  | Andre Stefanelli Martins              |
| C        | 9  | William Fornou Drudi                  |
| C        | 10 | Fernando Carneiro Coloneze            |
| F/C      | 11 | Guilherme Frantz Teichmann            |
| C        | 12 | Hatila Passos                         |
| C        | 13 | Caio Aparecido Silveira Torres        |
| F/C      | 14 | Lucas Cipolini Alves                  |
| G        | 15 | André Luiz Brügger de Mello Rodrigues |

 Chile
| Position | #  | Name                              |
| -------- | -- | --------------------------------- |
| SG       | 4  | Evandro Arteaga Fuentes           |
| -        | 5  | Mike Terence Elliot Stambuk       |
| PG       | 6  | Leonel Ivan Mendez Santos         |
| -        | 7  | Lino Tomas Saez Carvajal          |
| SF       | 8  | Jose Luis Campos Salgado          |
| G        | 9  | Erik Carrasco Follert             |
| G        | 10 | Marcelo Eduardo Hernandez Alvarez |
| C        | 11 | Patricio Briones Moller           |
| -        | 12 | Claus Mauricio Prutzmann          |
| -        | 13 | Pablo Coro Oyarzo                 |
| C        | 14 | Jorge Eduardo Valencia Rosales    |
| -        | 15 | Emilio Alejandro Paris Reyes      |

 Kolumbien
| Position | #  | Name                               |
| -------- | -- | ---------------------------------- |
| G        | 4  | Edgar Alonso Moreno Asprilla       |
| -        | 5  | Jorge Mario Cañedo Martínez        |
| C        | 6  | Enielsen Enrique Guevara Redondo   |
| SF       | 7  | Alavaro Enrique Contreras Sandoval |
| -        | 8  | Ricardo Andres Sanz Londono        |
| -        | 9  | Adinson Mosquera Moreno            |
| F        | 10 | Felipe Barrios Olano               |
| PF       | 11 | Norbey Aragon                      |
| -        | 12 | Andres Julian Arcila Arteaga       |
| SF       | 13 | Juan Camilo Londoño Barrera        |
| -        | 14 | Juan Felipe Montoya Zapata         |
| PG       | 15 | Gianluca Bacci Vitola              |

 Uruguay
| Position | #  | Name                              |
| -------- | -- | --------------------------------- |
| G        | 4  | Gustavo Barrera                   |
| PF       | 5  | Sebastian Vazquez Bernal          |
| SF       | 6  | Mauricio Aguiar                   |
| G        | 7  | Juan Pablo Silveira Vargas        |
| PG       | 8  | Nicolas Mazzarino                 |
| F        | 9  | Claudio Charquero                 |
| SG       | 10 | Leandro Garcia Morales            |
| PG       | 11 | Diego Gonzalez                    |
| C        | 12 | Gaston Paez                       |
| F        | 13 | Diego Ernesto Castrillon Martinez |
| PF       | 14 | Sebastian Izaguirre Rodriguez     |
| C        | 15 | Esteban Damian Batista Hernandez  |

 Venezuela
| Position | #  | Name                          |
| -------- | -- | ----------------------------- |
| C        | 4  | Miguel Angel Marriaga Herrera |
| F        | 5  | Luis Julio                    |
| PG       | 6  | Carlos Cedeno                 |
| C        | 7  | Luis Bethelmy                 |
| PF       | 8  | Jesus Centeno                 |
| G        | 9  | Oscar Torres                  |
| SG       | 10 | Rafael Alberto Guevara        |
| SG       | 11 | Jose Gregorio Vargas Diaz     |
| -        | 12 | Amber Marin                   |
| C        | 13 | Roque José Osorio Puche       |
| SF       | 14 | Axiers Sucre Briceno          |
| SG       | 15 | Rafael Alberto Perez Tejeda   |

## Schiedsrichter
Fernando Jorge Sampietro

 Cristiano Jesus Maranho

 Jose Carrasco

 Miguel Angel Bravo

 Jose Luis Juyo

 Robinson Aracena

 Angel Martinez

 Hector Luis Uslenghi

 Roberto Oliveros

## Spielort

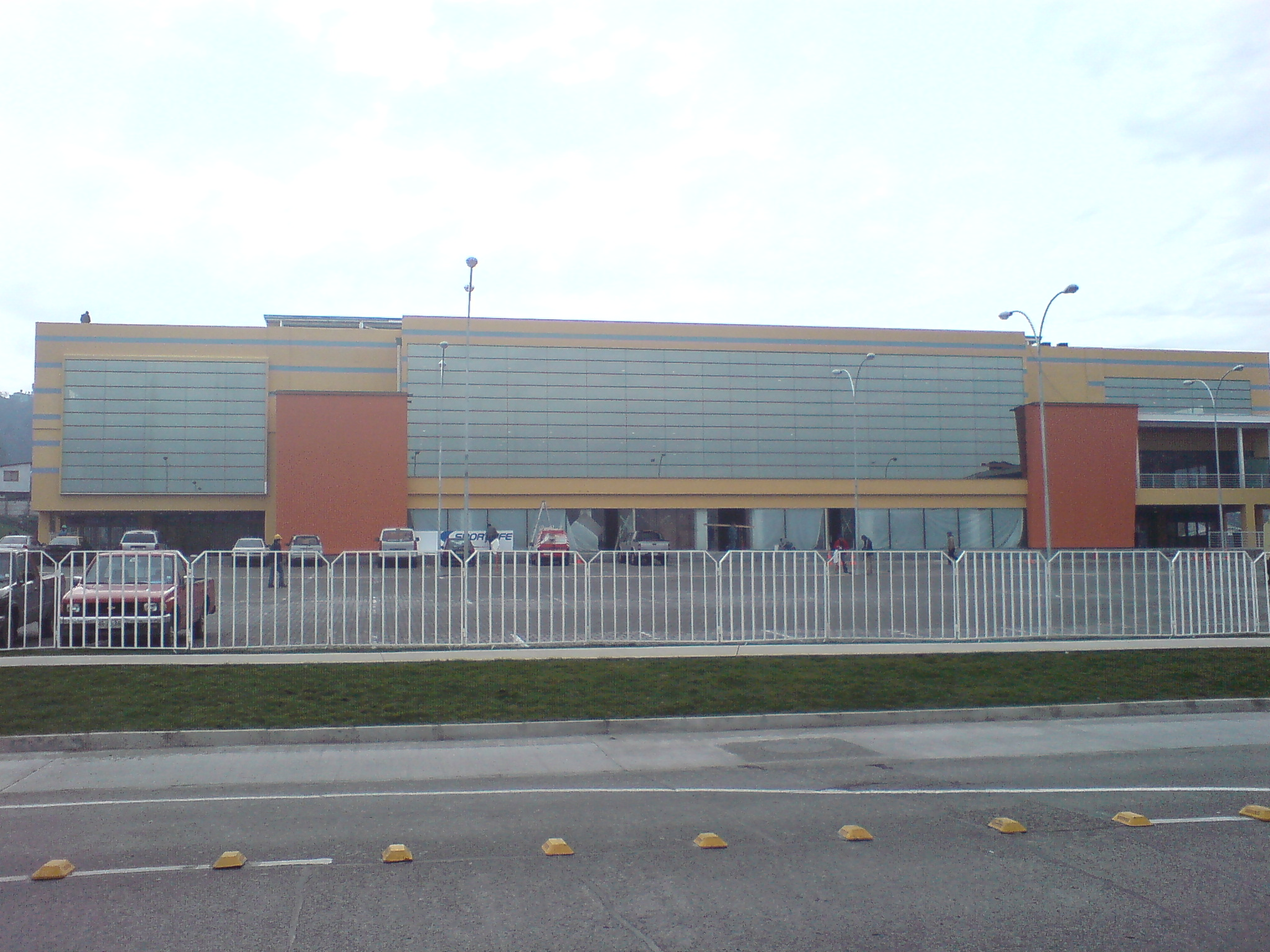
Arena Puerto Montt Ort: Puerto Montt Kapazität: 7.000

## Ergebnisse

### Vorrunde
In der Vorrunde spielte jede Mannschaft gegen die jeweils anderen genau einmal (insgesamt fanden fünfzehnten Spiele statt). Pro Sieg gab es zwei Punkte, für eine Niederlage immerhin noch einen Punkt. Bei Punktgleichheit entschied das Korbverhältnis. Die Erst- und Zweitplatzierte Mannschaft zogen ins Finale ein, die Dritt- und Viertplatzierten spielten um Platz drei. Gleichzeitig qualifizierten sich diese Mannschaften für die Basketball-Amerikameisterschaft 2009. 
| Platzierung | Mannschaft  | Punkte | G | V | Körbe   | Diff |
| ----------- | ----------- | ------ | - | - | ------- | ---- |
| 1           | Argentinien | 9      | 4 | 1 | 464:392 | +72  |
| 2           | Uruguay     | 9      | 4 | 1 | 436:393 | +43  |
| 3           | Brasilien   | 9      | 4 | 1 | 403:407 | −4   |
| 4           | Venezuela   | 7      | 2 | 3 | 407:412 | −5   |
| 5           | Kolumbien   | 6      | 1 | 4 | 374:426 | −52  |
| 6           | Chile       | 5      | 0 | 5 | 349:403 | −54  |

| 1. Juli 17:00 | Report | Brasilien                                                                                        | 83 – 75 | Kolumbien                                                                                   | Arena Puerto Montt Zuschauer: 200 Schiedsrichter: Roberto Oliveros, Miguel Bravo, José Carrasco |
| 1. Juli 17:00 | Report | Punkte pro Viertel: 19 : 22, 25 : 9, 19 : 23, '20 : 21                                           |         |                                                                                             | Arena Puerto Montt Zuschauer: 200 Schiedsrichter: Roberto Oliveros, Miguel Bravo, José Carrasco |
| 1. Juli 17:00 | Report | Punkte: William Fornou Drudi 23 Rebounds: William Fornou Drudi 15 Assists: Helio Da Costa Lima 7 |         | Punkte: Norbey Aragon 16 Rebounds: Jorge Cañedo Martínez 9 Assists: Edgar Moreno Asprilla 3 | Arena Puerto Montt Zuschauer: 200 Schiedsrichter: Roberto Oliveros, Miguel Bravo, José Carrasco |
| 1. Juli 17:00 | Report |                                                                                                  |         |                                                                                             | Arena Puerto Montt Zuschauer: 200 Schiedsrichter: Roberto Oliveros, Miguel Bravo, José Carrasco |

| 1. Juli 19:00 | Report | Argentinien                                                                        | 79 – 77 | Venezuela                                                                          | Arena Puerto Montt Zuschauer: 500 Schiedsrichter: Héctor Uslenghi, Robinson Aracena, Cristiano Maranho |
| 1. Juli 19:00 | Report | Punkte pro Viertel: 19 : 26, 22 : 17, 22 : 14, 16 : 20                             |         |                                                                                    | Arena Puerto Montt Zuschauer: 500 Schiedsrichter: Héctor Uslenghi, Robinson Aracena, Cristiano Maranho |
| 1. Juli 19:00 | Report | Punkte: Román González 23 Rebounds: Román González 5 Assists: Maximiliano Stanic 3 |         | Punkte: Oscar Torres 20 Rebounds: Axiers Sucre Briceno 12 Assists: Carlos Cedeno 2 | Arena Puerto Montt Zuschauer: 500 Schiedsrichter: Héctor Uslenghi, Robinson Aracena, Cristiano Maranho |
| 1. Juli 19:00 | Report |                                                                                    |         |                                                                                    | Arena Puerto Montt Zuschauer: 500 Schiedsrichter: Héctor Uslenghi, Robinson Aracena, Cristiano Maranho |

| 1. Juli 21:00 | Report | Chile | 66 – 81 | Uruguay | Arena Puerto Montt Zuschauer: 3.000 Schiedsrichter: Fernando Sanpietro, Angel Martinez, José Juyo |
| 1. Juli 21:00 | Report | Punkte pro Viertel: 17 : 30, 22 : 7, 21 : 24, 23 : 21                                                    |         | | Arena Puerto Montt Zuschauer: 3.000 Schiedsrichter: Fernando Sanpietro, Angel Martinez, José Juyo |
| 1. Juli 21:00 | Report | Punkte: Jose Campos Salgado 20 Rebounds: Patricio Briones Moller 11 Assists: Marcelo Hernandez Alvarez 3 |         | Punkte: Esteban Batista Hernandez 26 Rebounds: Esteban Batista Hernandez 18 Assists: Leandro Garcia Morales 6 | Arena Puerto Montt Zuschauer: 3.000 Schiedsrichter: Fernando Sanpietro, Angel Martinez, José Juyo |
| 1. Juli 21:00 | Report | |         | | Arena Puerto Montt Zuschauer: 3.000 Schiedsrichter: Fernando Sanpietro, Angel Martinez, José Juyo |

| 2. Juli 17:00 | Report | Argentinien                                                                           | 104 – 75 | Kolumbien | Arena Puerto Montt Zuschauer: 100 Schiedsrichter: Cristiano Maranho, Roberto Oliveros, José Carrasco |
| 2. Juli 17:00 | Report | Punkte pro Viertel: 32 : 16, 15 : 19, 29 : 23, 28 : 17                                |          | | Arena Puerto Montt Zuschauer: 100 Schiedsrichter: Cristiano Maranho, Roberto Oliveros, José Carrasco |
| 2. Juli 17:00 | Report | Punkte: Paolo Quinteros 30 Rebounds: Román González 10 Assists: Maximiliano Stanic 10 |          | Punkte: Edgar Moreno Asprilla 26 Rebounds: Norbey Aragon, Jorge Cañedo Martínez 6 Assists: Edgar Moreno Asprilla 4 | Arena Puerto Montt Zuschauer: 100 Schiedsrichter: Cristiano Maranho, Roberto Oliveros, José Carrasco |
| 2. Juli 17:00 | Report |                                                                                       |          | | Arena Puerto Montt Zuschauer: 100 Schiedsrichter: Cristiano Maranho, Roberto Oliveros, José Carrasco |

| 2. Juli 19:00 | Report | Brasilien                                                                                                 | 70 – 69 | Chile                                                                                                   | Arena Puerto Montt Zuschauer: 1.500 Schiedsrichter: Héctor Uslenghi, Robinson Aracena, José Juyo |
| 2. Juli 19:00 | Report | Punkte pro Viertel: 13 : 17, 15 : 13, 19 : 15, 23 : 24                                                    |         | | Arena Puerto Montt Zuschauer: 1.500 Schiedsrichter: Héctor Uslenghi, Robinson Aracena, José Juyo |
| 2. Juli 19:00 | Report | Punkte: William Fornou Drudi 16 Rebounds: Guilherme Frantz Teichmann 8 Assists: Diego Pinheiro da Silva 6 |         | Punkte: Patricio Briones Moller 25 Rebounds: Jorge Valencia Rosales 12 Assists: Erik Carrasco Follert 5 | Arena Puerto Montt Zuschauer: 1.500 Schiedsrichter: Héctor Uslenghi, Robinson Aracena, José Juyo |
| 2. Juli 19:00 | Report | |         | | Arena Puerto Montt Zuschauer: 1.500 Schiedsrichter: Héctor Uslenghi, Robinson Aracena, José Juyo |

| 2. Juli 21:00 | Report | Venezuela | 70 – 88 | Uruguay                                                                                               | Arena Puerto Montt Zuschauer: 1.000 Schiedsrichter: Angel Martinez, Fernando Sanpietro, Miguel Bravo |
| 2. Juli 21:00 | Report | Punkte pro Viertel: 17 : 22, 18 : 28, 22 : 11, 13 : 27                                                       |         | | Arena Puerto Montt Zuschauer: 1.000 Schiedsrichter: Angel Martinez, Fernando Sanpietro, Miguel Bravo |
| 2. Juli 21:00 | Report | Punkte: Oscar Torres 21 Rebounds: Axiers Sucre Briceno 8 Assists: Carlos Cedeno, Jose Gregorio Vargas Diaz 4 |         | Punkte: Esteban Batista Hernandez 22 Rebounds: Esteban Batista Hernandez 9 Assists: Gustavo Barrera 7 | Arena Puerto Montt Zuschauer: 1.000 Schiedsrichter: Angel Martinez, Fernando Sanpietro, Miguel Bravo |
| 2. Juli 21:00 | Report | |         | | Arena Puerto Montt Zuschauer: 1.000 Schiedsrichter: Angel Martinez, Fernando Sanpietro, Miguel Bravo |

| 3. Juli 17:00 | Report | Uruguay                                                                                              | 88 – 78 | Kolumbien                                                                                   | Arena Puerto Montt Zuschauer: 100 Schiedsrichter: Fernando Sanpietro, Miguel Bravo, José Carrasco |
| 3. Juli 17:00 | Report | Punkte pro Viertel: 20 : 22, 16 : 20, 27 : 17, 25 : 19                                               |         |                                                                                             | Arena Puerto Montt Zuschauer: 100 Schiedsrichter: Fernando Sanpietro, Miguel Bravo, José Carrasco |
| 3. Juli 17:00 | Report | Punkte: Leandro Garcia Morales 21 Rebounds: Esteban Batista Hernandez 17 Assists: Gustavo Barrera 12 |         | Punkte: Norbey Aragon 28 Rebounds: Jorge Cañedo Martínez 9 Assists: Edgar Moreno Asprilla 5 | Arena Puerto Montt Zuschauer: 100 Schiedsrichter: Fernando Sanpietro, Miguel Bravo, José Carrasco |
| 3. Juli 17:00 | Report | |         |                                                                                             | Arena Puerto Montt Zuschauer: 100 Schiedsrichter: Fernando Sanpietro, Miguel Bravo, José Carrasco |

| 3. Juli 19:00 | Report | Brasilien                                                                                           | 68 – 102 | Argentinien                                                                                               | Arena Puerto Montt Zuschauer: 400 Schiedsrichter: Héctor Uslenghi, Roberto Oliveros, José Juyo |
| 3. Juli 19:00 | Report | Punkte pro Viertel: 13 : 17, 16 : 35, 15 : 26, 24 : 24                                              |          | | Arena Puerto Montt Zuschauer: 400 Schiedsrichter: Héctor Uslenghi, Roberto Oliveros, José Juyo |
| 3. Juli 19:00 | Report | Punkte: Helio Da Costa Lima 14 Rebounds: William Fornou Drudi 11 Assists: Diego Pinheiro da Silva 5 |          | Punkte: Román González 20 Rebounds: Juan Gutierrez Lanas 9 Assists: Paolo Quinteros, Maximiliano Stanic 7 | Arena Puerto Montt Zuschauer: 400 Schiedsrichter: Héctor Uslenghi, Roberto Oliveros, José Juyo |
| 3. Juli 19:00 | Report | |          | | Arena Puerto Montt Zuschauer: 400 Schiedsrichter: Héctor Uslenghi, Roberto Oliveros, José Juyo |

| 3. Juli 21:00 | Report | Chile | 76 – 94 | Venezuela                                                                                                 | Arena Puerto Montt Zuschauer: 1.000 Schiedsrichter: Cristiano Maranho, Robinson Aracena, Angel Martinez |
| 3. Juli 21:00 | Report | Punkte pro Viertel: 19 : 11, 11 : 26, 16 : 20, 30 : 37                                                                          |         | | Arena Puerto Montt Zuschauer: 1.000 Schiedsrichter: Cristiano Maranho, Robinson Aracena, Angel Martinez |
| 3. Juli 21:00 | Report | Punkte: Patricio Briones Moller 20 Rebounds: Patricio Briones Moller, Jorge Valencia Rosales 8 Assists: Erik Carrasco Follert 7 |         | Punkte: Jose Vargas Diaz 22 Rebounds: Axiers Sucre Briceno 10 Assists: Jose Vargas Diaz, Rafael Guevara 4 | Arena Puerto Montt Zuschauer: 1.000 Schiedsrichter: Cristiano Maranho, Robinson Aracena, Angel Martinez |
| 3. Juli 21:00 | Report | |         | | Arena Puerto Montt Zuschauer: 1.000 Schiedsrichter: Cristiano Maranho, Robinson Aracena, Angel Martinez |

| 4. Juli 17:00 | Report | Uruguay                                                                                          | 102 – 93 | Argentinien                                                                       | Arena Puerto Montt Zuschauer: 1.500 Schiedsrichter: Cristiano Maranho, José Juyo, José Carrasco |
| 4. Juli 17:00 | Report | Punkte pro Viertel: 19 : 20, 21 : 18, 35 : 23, 27 : 32                                           |          |                                                                                   | Arena Puerto Montt Zuschauer: 1.500 Schiedsrichter: Cristiano Maranho, José Juyo, José Carrasco |
| 4. Juli 17:00 | Report | Punkte: Nicolas Mazzarino 36 Rebounds: Esteban Batista Hernandez 16 Assists: Nicolas Mazzarino 6 |          | Punkte: Paolo Quinteros 28 Rebounds: Román González 13 Assists: Paolo Quinteros 3 | Arena Puerto Montt Zuschauer: 1.500 Schiedsrichter: Cristiano Maranho, José Juyo, José Carrasco |
| 4. Juli 17:00 | Report |                                                                                                  |          |                                                                                   | Arena Puerto Montt Zuschauer: 1.500 Schiedsrichter: Cristiano Maranho, José Juyo, José Carrasco |

| 4. Juli 19:00 | Report | Brasilien | 94 – 84 | Venezuela                                                                            | Arena Puerto Montt Zuschauer: 1.800 Schiedsrichter: Fernando Sanpietro, Angel Martinez, Miguel Bravo |
| 4. Juli 19:00 | Report | Punkte pro Viertel: 20 : 14, 24 : 19, 24 : 23, 26 : 28                                                                |         |                                                                                      | Arena Puerto Montt Zuschauer: 1.800 Schiedsrichter: Fernando Sanpietro, Angel Martinez, Miguel Bravo |
| 4. Juli 19:00 | Report | Punkte: Helio Da Costa Lima 21 Rebounds: Caio Silveira Torres 11 Assists: Helio Da Costa Lima, Caio Silveira Torres 5 |         | Punkte: Jose Vargas Diaz 23 Rebounds: Jose Vargas Diaz 7 Assists: Jose Vargas Diaz 4 | Arena Puerto Montt Zuschauer: 1.800 Schiedsrichter: Fernando Sanpietro, Angel Martinez, Miguel Bravo |
| 4. Juli 19:00 | Report | |         |                                                                                      | Arena Puerto Montt Zuschauer: 1.800 Schiedsrichter: Fernando Sanpietro, Angel Martinez, Miguel Bravo |

| 4. Juli 21:00 | Report | Chile | 68 – 71 | Kolumbien                                                                                              | Arena Puerto Montt Zuschauer: 2.000 Schiedsrichter: Hector Uslenghi, Robinson Aracena, Roberto Oliveros |
| 4. Juli 21:00 | Report | Punkte pro Viertel: 26 : 18, 13 : 22, 9 : 19, 20 : 12                                                                             |         | | Arena Puerto Montt Zuschauer: 2.000 Schiedsrichter: Hector Uslenghi, Robinson Aracena, Roberto Oliveros |
| 4. Juli 21:00 | Report | Punkte: Patricio Briones Moller 22 Rebounds: Patricio Briones Moller 11 Assists: Erik Carrasco Follert, Evandro Arteaga Fuentes 4 |         | Punkte: Edgar Moreno Asprilla 24 Rebounds: Jorge Cañedo Martínez 9 Assists: Enielsen Guevara Redondo 4 | Arena Puerto Montt Zuschauer: 2.000 Schiedsrichter: Hector Uslenghi, Robinson Aracena, Roberto Oliveros |
| 4. Juli 21:00 | Report | |         | | Arena Puerto Montt Zuschauer: 2.000 Schiedsrichter: Hector Uslenghi, Robinson Aracena, Roberto Oliveros |

| 5. Juli 17:00 | Report | Kolumbien                                                                                              | 75 – 82 | Venezuela                                                                                             | Arena Puerto Montt Zuschauer: 1.500 Schiedsrichter: Hector Uslenghi, Fernando Sanpietro, Cristian Maranho |
| 5. Juli 17:00 | Report | Punkte pro Viertel: 18 : 26, 13 : 16, 15 : 18, 29 : 22                                                 |         | | Arena Puerto Montt Zuschauer: 1.500 Schiedsrichter: Hector Uslenghi, Fernando Sanpietro, Cristian Maranho |
| 5. Juli 17:00 | Report | Punkte: Juan Londoño Barrera 25 Rebounds: Enielsen Guevara Redondo 10 Assists: Edgar Moreno Asprilla 5 |         | Punkte: Axiers Sucre Briceno 22 Rebounds: Axiers Sucre Briceno 8 Assists: Carlos Cedeno, Luis Julio 4 | Arena Puerto Montt Zuschauer: 1.500 Schiedsrichter: Hector Uslenghi, Fernando Sanpietro, Cristian Maranho |
| 5. Juli 17:00 | Report | |         | | Arena Puerto Montt Zuschauer: 1.500 Schiedsrichter: Hector Uslenghi, Fernando Sanpietro, Cristian Maranho |

| 5. Juli 19:00 | Report | Chile | 70 – 87 | Argentinien                                                                        | Arena Puerto Montt Zuschauer: 1.500 Schiedsrichter: Angel Martinez, Roberto Oliveros, José Juyo |
| 5. Juli 19:00 | Report | Punkte pro Viertel: 15 : 17, 19 : 23, 21 : 28, 15 : 19                                                                                          |         |                                                                                    | Arena Puerto Montt Zuschauer: 1.500 Schiedsrichter: Angel Martinez, Roberto Oliveros, José Juyo |
| 5. Juli 19:00 | Report | Punkte: Evandro Arteaga Fuentes 19 Rebounds: Patricio Briones Moller 10 Assists: Erik Carrasco Follert, Patricio Briones Moller, Mike Stambuk 4 |         | Punkte: Román González 25 Rebounds: Román González 9 Assists: Maximiliano Stanic 5 | Arena Puerto Montt Zuschauer: 1.500 Schiedsrichter: Angel Martinez, Roberto Oliveros, José Juyo |
| 5. Juli 19:00 | Report | |         |                                                                                    | Arena Puerto Montt Zuschauer: 1.500 Schiedsrichter: Angel Martinez, Roberto Oliveros, José Juyo |

| 5. Juli 21:00 | Report | Brasilien | 86 – 77 | Uruguay | Arena Puerto Montt Zuschauer: 1.500 Schiedsrichter: Roberto Aracena, Miguel Bravo, José Carrasco |
| 5. Juli 21:00 | Report | Punkte pro Viertel: 25 : 24, 12 : 13, 22 : 19, 27 : 21                                                        |         | | Arena Puerto Montt Zuschauer: 1.500 Schiedsrichter: Roberto Aracena, Miguel Bravo, José Carrasco |
| 5. Juli 21:00 | Report | Punkte: William Fornou Drudi 30 Rebounds: Caio Silveira Torres 12 Assists: André Brügger de Mello Rodrigues 9 |         | Punkte: Esteban Batista Hernandez, Nicolas Mazzarino 18 Rebounds: Esteban Batista Hernandez 12 Assists: Gustavo Barrera, Nicolas Mazzarino 3 | Arena Puerto Montt Zuschauer: 1.500 Schiedsrichter: Roberto Aracena, Miguel Bravo, José Carrasco |
| 5. Juli 21:00 | Report | |         | | Arena Puerto Montt Zuschauer: 1.500 Schiedsrichter: Roberto Aracena, Miguel Bravo, José Carrasco |

### Spiel um Platz drei
| 6. Juli 18:00 | Report | Brasilien                                                                                        | 72 – 87 | Venezuela                                                                                         | Arena Puerto Montt Zuschauer: 1.000 Schiedsrichter: Fernando Sampietro, Angel Martinez, Hector Uslenghi |
| 6. Juli 18:00 | Report | Punkte pro Viertel: 19 : 18, 15 : 22, 19 : 21, 19 : 26                                           |         |                                                                                                   | Arena Puerto Montt Zuschauer: 1.000 Schiedsrichter: Fernando Sampietro, Angel Martinez, Hector Uslenghi |
| 6. Juli 18:00 | Report | Punkte: William Fornou Drudi 21 Rebounds: Caio Silveira Torres 13 Assists: Helio Da Costa Lima 5 |         | Punkte: Oscar Torres 26 Rebounds: Axiers Sucre Briceno 9 Assists: Carlos Cedeño, Rafael Guevara 4 | Arena Puerto Montt Zuschauer: 1.000 Schiedsrichter: Fernando Sampietro, Angel Martinez, Hector Uslenghi |
| 6. Juli 18:00 | Report |                                                                                                  |         |                                                                                                   | Arena Puerto Montt Zuschauer: 1.000 Schiedsrichter: Fernando Sampietro, Angel Martinez, Hector Uslenghi |

### Finale
| 6. Juli 20:00 | Report | Argentinien                                                                               | 100 – 95 | Uruguay | Arena Puerto Montt Zuschauer: 2.100 Schiedsrichter: Robinson Aracena, Roberto Oliveros, Miguel Bravo |
| 6. Juli 20:00 | Report | Punkte pro Viertel: 28 : 21, 22 : 26, 26 : 16, 24 : 32                                    |          | | Arena Puerto Montt Zuschauer: 2.100 Schiedsrichter: Robinson Aracena, Roberto Oliveros, Miguel Bravo |
| 6. Juli 20:00 | Report | Punkte: Paolo Quinteros 23 Rebounds: Juan Gutierrez Lanas 6 Assists: Maximiliano Stanic 6 |          | Punkte: Leandro Garcia Morales 33 Rebounds: Esteban Batista Hernandez 13 Assists: Gustavo Barrera, Nicolas Mazzarino 4 | Arena Puerto Montt Zuschauer: 2.100 Schiedsrichter: Robinson Aracena, Roberto Oliveros, Miguel Bravo |
| 6. Juli 20:00 | Report |                                                                                           |          | | Arena Puerto Montt Zuschauer: 2.100 Schiedsrichter: Robinson Aracena, Roberto Oliveros, Miguel Bravo |

| Argentinien           |
| Meister Argentinien   |
| Zwölfte Meisterschaft |

## Individuelle Statistiken

### Punkte
| Gesamt | Gesamt                           | Gesamt | pro Spiel | pro Spiel                        | pro Spiel    |
| Platz  | Name                             | Anzahl | Platz     | Name                             | Durchschnitt |
| ------ | -------------------------------- | ------ | --------- | -------------------------------- | ------------ |
| 1      | Román González                   | 127    | 1         | Román González                   | 21,2         |
| 2      | Esteban Damian Batista Hernandez | 120    | 2         | Esteban Damian Batista Hernandez | 20,0         |
| 3      | Paolo Quinteros                  | 119    | 3         | Paolo Quinteros                  | 19,8         |
| 4      | Nicolas Mazzarino                | 108    |           | Edgar Alonso Moreno Asprilla     | 19,8         |
| 5      | Leandro Garcia Morales           | 102    | 5         | Nicolas Mazzarino                | 18,0         |

### Rebounds
| Gesamt | Gesamt                           | Gesamt | pro Spiel | pro Spiel                        | pro Spiel    |
| Platz  | Name                             | Anzahl | Platz     | Name                             | Durchschnitt |
| ------ | -------------------------------- | ------ | --------- | -------------------------------- | ------------ |
| 1      | Esteban Damian Batista Hernandez | 85     | 1         | Esteban Damian Batista Hernandez | 14,2         |
| 2      | Caio Aparecido Silveira Torres   | 55     | 2         | Patricio Briones Moller          | 9,6          |
| 3      | Axiers Sucre Briceno             | 51     | 3         | Caio Aparecido Silveira Torres   | 9,2          |
| 4      | Patricio Briones Moller          | 48     | 4         | Axiers Sucre Briceno             | 8,5          |
| 5      | William Fornou Drudi             | 47     | 5         | William Fornou Drudi             | 7,8          |

### Assists
| Gesamt | Gesamt                       | Gesamt | pro Spiel | pro Spiel                    | pro Spiel    |
| Platz  | Name                         | Anzahl | Platz     | Name                         | Durchschnitt |
| ------ | ---------------------------- | ------ | --------- | ---------------------------- | ------------ |
| 1      | Maximiliano Ariel Stanic     | 33     | 1         | Maximiliano Ariel Stanic     | 5,5          |
| 2      | Gustavo Barrera              | 31     | 2         | Gustavo Barrera              | 5,2          |
| 3      | Helio Vitor Da Costa Lima    | 25     | 3         | Helio Vitor Da Costa Lima    | 4,2          |
| 4      | Nicolas Mazzarino            | 24     | 4         | Nicolas Mazzarino            | 4,0          |
| 5      | Erik Carrasco Follert        | 20     |           | Erik Carrasco Follert        | 4,0          |
|        | Edgar Alonso Moreno Asprilla | 20     |           | Edgar Alonso Moreno Asprilla | 4,0          |

### Steals
| Gesamt | Gesamt                       | Gesamt | pro Spiel | pro Spiel                    | pro Spiel    |
| Platz  | Name                         | Anzahl | Platz     | Name                         | Durchschnitt |
| ------ | ---------------------------- | ------ | --------- | ---------------------------- | ------------ |
| 1      | Norbey Aragon                | 15     | 1         | Norbey Aragon                | 3,0          |
| 2      | Leandro Garcia Morales       | 13     | 2         | Edgar Alonso Moreno Asprilla | 2,4          |
| 3      | Edgar Alonso Moreno Asprilla | 12     | 3         | Leandro Garcia Morales       | 2,2          |
| 4      | Maximiliano Ariel Stanic     | 11     | 4         | Maximiliano Ariel Stanic     | 1,8          |
| 5      | Jose Luis Campos Salgado     | 9      |           | Jose Luis Campos Salgado     | 1,8          |
|        | Gustavo Barrera              | 9      |           |                              |              |
|        | Paolo Quinteros              | 9      |           |                              |              |

### Blocks
| Gesamt | Gesamt                         | Gesamt | pro Spiel | pro Spiel                      | pro Spiel    |
| Platz  | Name                           | Anzahl | Platz     | Name                           | Durchschnitt |
| ------ | ------------------------------ | ------ | --------- | ------------------------------ | ------------ |
| 1      | Juan Pedro Gutierrez Lanas     | 11     | 1         | Juan Pedro Gutierrez Lanas     | 1,8          |
| 2      | Guilherme Frantz Teichmann     | 7      | 2         | Guilherme Frantz Teichmann     | 1,2          |
| 3      | Patricio Briones Moller        | 6      |           | Patricio Briones Moller        | 1,2          |
| 4      | Jorge Eduardo Valencia Rosales | 5      | 4         | Jorge Eduardo Valencia Rosales | 1,0          |
|        | Miguel Angel Marriaga Herrera  | 5      | 5         | Miguel Angel Marriaga Herrera  | 0,8          |

## Abschlussplatzierung
1. Argentinien
2. Uruguay
3. Venezuela
4. Brasilien
5. Kolumbien
6. Chile